# Carei

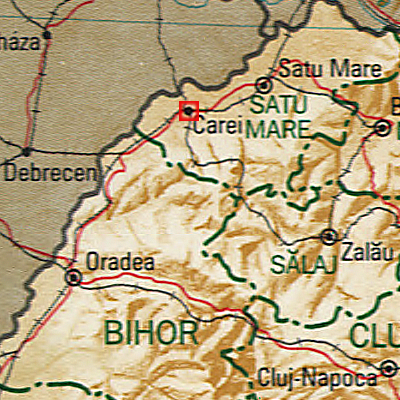
Carei (rotes Viereck) – Rumänien – Nachbarorte: Satu Mare, Zalău, Cluj-Napoca, Oradea, Debrecen (Ungarn)

Carei (veraltet Careii Mari; deutsch Großkarol, ungarisch Nagykároly, jiddisch קראלי (Krole), lateinisch Karol) ist eine Stadt im Nordwesten Rumäniens im Rang eines Munizipiums.

## Etymologie
Der Namensursprung der Stadt lässt sich auf das altungarische Wort karulyi (im modernen Ungarischen karvaly; dt. Sperber) zurückführen. Der Sperber ist das Wappentier des Adelsgeschlechts Károlyi, deren Stammsitz lange Zeit das Schloss Károlyi in Carei war.

## Lage der Ortschaft
Die Stadt liegt im Kreis Satu Mare, etwa hundert Kilometer nordöstlich von Oradea (Großwardein) entfernt und befindet sich unweit der ungarischen Staatsgrenze. Die Entfernung zur Kreishauptstadt Satu Mare (Sathmar) beträgt 35 Kilometer.
| Schönthal                   | Kalmandi                                    | Căpleni (Kaplau)             |
| Fienen                      | Kompassrose, die auf Nachbargemeinden zeigt | Moftinu Mic (Kleinmaitingen) |
| Ianculești (Sankt Johannes) | Terem                                       | Ghenci                       |

## Geschichte
Carei wurde 1213 erstmals urkundlich erwähnt und erlangte 1346 das Recht auf einen Wochenmarkt. 1428 trennte sich die Siedlung Karol von der Puszta Karol und wurde seitdem Großkarol genannt. László Károlyi Lancz begann 1482 mit dem Bau seines Schlosses. Die Bevölkerung konvertierte 1554 zum calvinistischen Glauben. 1592 verstärkte Mihály Károlyi die Burg mit vier Verteidigungsbastionen gegen die Türken. 1703 verschanzte sich Franz II. Rákóczi mit seinen Kuruzen hier bei seinem Unterstützer Alexander Károlyi. Dieser rief anschließend neue Siedler in den Ort, darunter schwäbische (Sathmarer Schwaben), rumänische, slowakische, ruthenische und jüdische Familien.
Nach dem Vertrag von Trianon wurde es 1920 Teil von Rumänien. Während der Zeit des Zweiten Weltkrieges war die Stadt als Folge des Zweiten Wiener Schiedsspruchs erneut Teil Ungarns, seit Kriegsende gehört es wieder zu Rumänien, wo es 1968 dem Kreis Satu Mare zugeordnet wurde.

## Bevölkerung

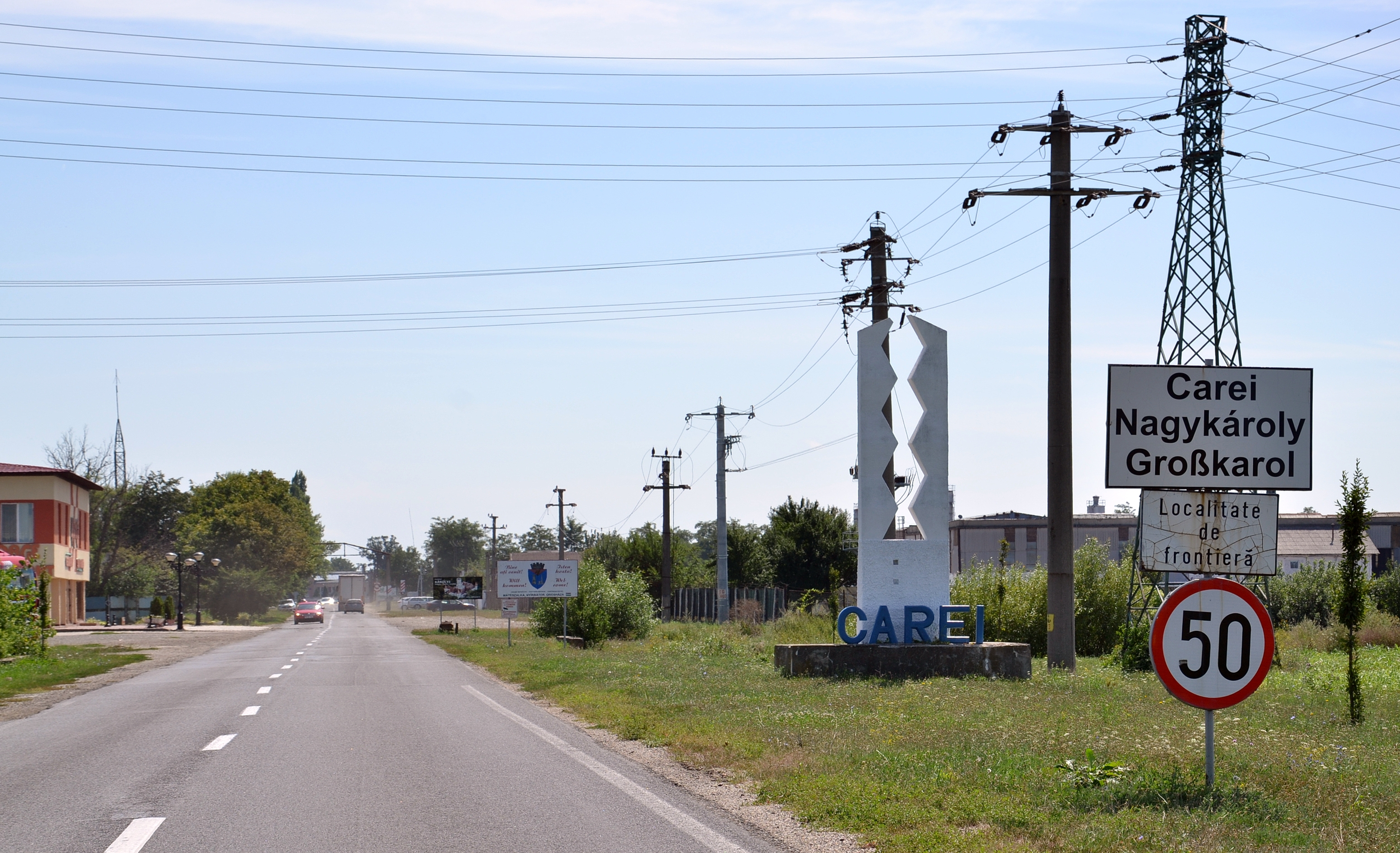
Ortseingangsschild mit dem rumänischen, ungarischen und deutschen Namen der Stadt (2016)

Die Volkszählung von 2011 ergab folgendes Resultat: 10.950 Ungarn, 8077 Rumänen, 479 Rumäniendeutsche, 462 Roma, 17 Ukrainer sowie Angehörige anderer Volksgruppen.

## Verkehr
In Carei kreuzen sich die Nationalstraßen 1F und 19. Zudem verknüpft eine Umgehungsstraße südlich der Stadt die beiden Nationalstraßen.
Der Bahnhof Carei liegt an der Bahnstrecke Debrecen–Sighetu Marmației sowie an den hier beginnenden Strecken nach Zalău und nach Záhony. Es verkehren Personenzüge nach Satu Mare, Valea lui Mihai, Oradea, Zalău und Mátészalka in Ungarn. Außerdem drei Fernzüge von Püspökladány, Bukarest und Timișoara.

## Sehenswürdigkeiten
In Carei befindet sich das Schloss Károlyi aus dem 13. Jahrhundert (Stammsitz der Károlyi, Umbau im neugotischen Stil des 19. Jahrhunderts) mit sehenswerter Parkanlage von 120.000 m² Größe mit ausgedehntem Arboretum. In dem Schloss befindet sich ein Museum mit Ausstellungen zur Stadtgeschichte, lokaler Archäologie (unter anderem Funde aus dem Tell Bobald und Cauas), der Geschichte der Károlyi-Familie und eine Sammlung ausgestopfter Wildtiere.
Jedes Jahr findet in der letzten Juliwoche ein Stadtfest statt, zu dem unter anderem ein Mittelaltermarkt gehört.

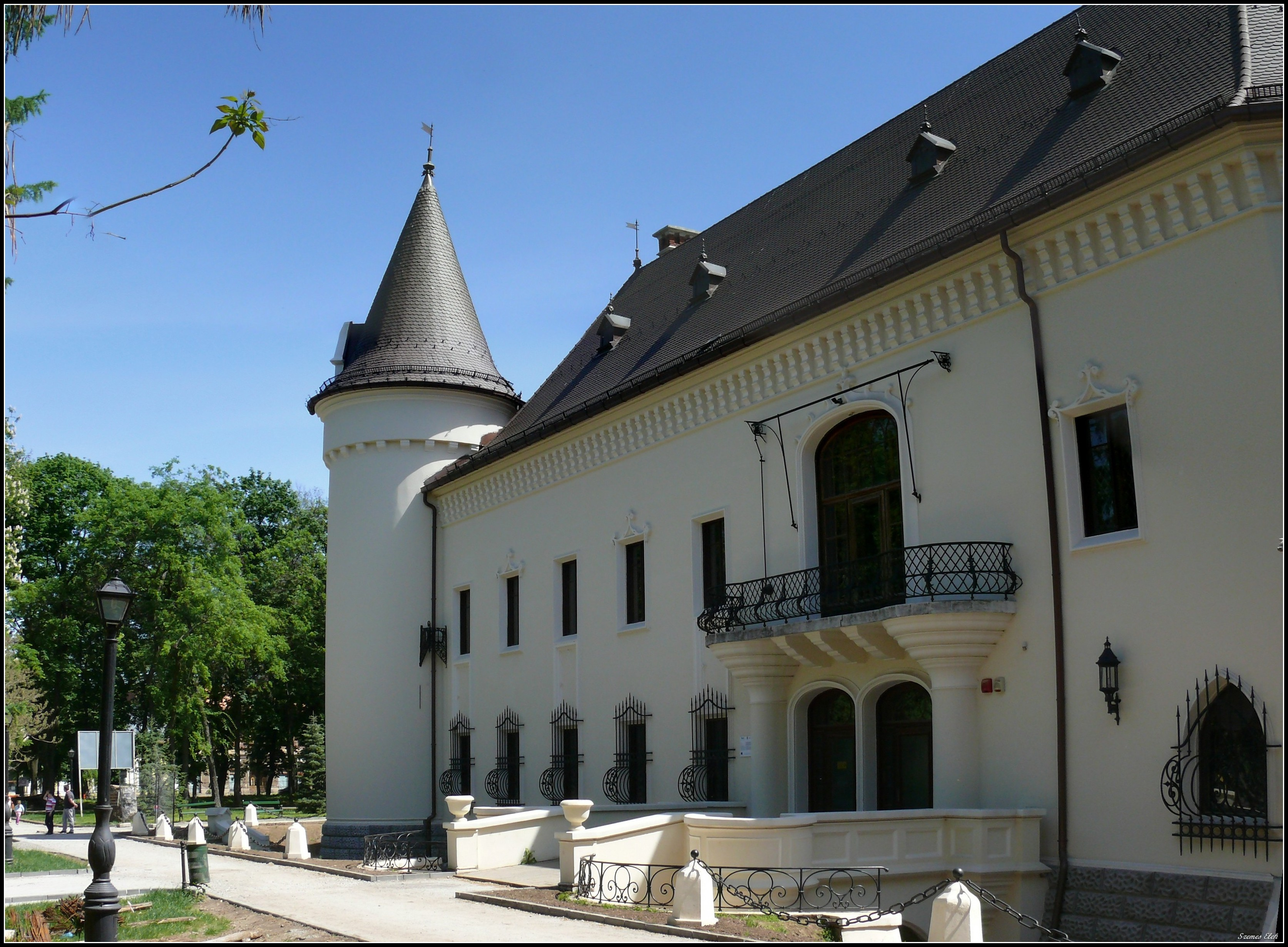
Schloss Károlyi

## Sport
In Carei gibt es zwei Fußballvereine (Victoria Carei und FC Kaizer Carei) sowie einen Fußball-Junioren-Verein – den C.S.S. Carei. In Carei gibt es vier Freizeit-Fußballplätze (teilweise aus Betonboden) und zwei Vereins-Plätze, die Victoria und FC Kaizer Carei gehören.

## Persönlichkeiten
- Gáspár Károlyi (um 1529–1592), protestantischer Theologe und Bibelübersetzer
- Alexander Károlyi (1669–1743), Feldherr
- Adalbert Schäffer, auch Béla Schäffer (1815–1871), Maler
- Oszkár Jászi (1875–1957), Schriftsteller, Politiker und Soziologe
- Margit Kaffka (1880–1918), Schriftstellerin und Feministin
- Susanne Barth (* 1944), Schauspielerin
- Robert Scheer (* 1973), deutscher Schriftsteller
- Adrian Sălăgeanu (* 1983), Fußballspieler
- István Kovács (* 1984), Fußballschiedsrichter
- Eric Bicfalvi (* 1988), Fußballspieler

## Partnerstädte
Carei pflegt Städtepartnerschaften mit den ungarischen Städten Orosháza, Nyírbátor und Mátészalka.